# Boa Hora
Boa Hora är en kommun i Brasilien.   Den ligger i delstaten Piauí, i den östra delen av landet, 1 400 km norr om huvudstaden Brasília. Antalet invånare är 6 299.
Omgivningarna runt Boa Hora är huvudsakligen savann. Runt Boa Hora är det glesbefolkat, med 17 invånare per kvadratkilometer.